# B.A.T.
B.A.T. (oryginalny tytuł Bureau des Affaires Temporelles, w wersji angielskiej Bureau of Astral Troubleshooters) – komputerowa gra przygodowo-fabularna osadzona w realiach science fiction, wyprodukowana przez francuskie studio Computer's Dream i wydana w 1989 roku przez Ubisoft. Ukazała się na platformach Atari ST, MS-DOS, Amiga, Commodore 64 oraz Amstrad CPC. W 1991 roku wyprodukowany został jej sequel, B.A.T. II.

## Fabuła
W B.A.T. gracz wciela się w rolę agenta tytułowej tajnej organizacji, która egzekwuje międzygwiezdne prawo za pomocą wszelkich niezbędnych środków – w celu zapobieżenia zamachowi terrorystycznemu na skolonizowanej planecie Selenii.

## Rozgrywka
B.A.T. jest grą przygodowo-fabularną o narracji nieliniowej, która daje graczowi możliwość realizacji głównego zadania za pomocą wielu różnych akcji, w tym konwersacji, walki, eksploracji przestrzeni i korzystania z przedmiotów zakupionych lub odkrytych w świecie gry. Dodatkowe opcje są dostępne dzięki implantowi wszczepionemu w ramię postaci gracza, który pozwala agentowi tymczasowo zwiększyć swoje umiejętności do nadludzkich poziomów. Implant, określany w grze mianem BOB (Bio-directional Organic Bioputer), może zostać zaprogramowany (za pomocą prostego języka programowania) tak, by wyświetlał dane dotyczące np. kondycji awatara, tłumaczył wypowiedzi innych bohaterów i ostrzegał gracza, gdy w pobliżu znajdą się wrogowie.

## Produkcja
B.A.T. został wyprodukowany przez studio Computer's Dream pod wodzą Hervé Lange'a oraz Oliviera Cordoléaniego. Gra wykorzystuje interfejs „wskaż i kliknij”, wystylizowany na kartki zeszytu komiksowego; sama oprawa wizualna, opracowana przez Cordoléaniego, przypomina powieści wizualne takich artystów jak Enki Bilal, Philippe Druillet oraz Jean Giraud. Za wydanie B.A.T. we Francji odpowiedzialne było przedsiębiorstwo Ubisoft.

## Odbiór
B.A.T. został pozytywnie przyjęty przez francuską społeczność graczy. Na festiwalu 4 d'Or uhonorowano go nagrodą dla najlepszej interaktywnej gry przygodowej, a na festiwalu Tilt d'Or – nagrodą za najlepszą oprawę graficzną. Alain Massoumipour i Robert Barbe z magazynu „Amstrad Cent Pour Cent” okrzyknęli grę „arcydziełem”. Stéphane Lavoisard w recenzji dla „Génération 4” uznał B.A.T. za „obecnie jedną z najbardziej rozbudowanych gier przygodowych”. Zdaniem znawcy gier science fiction, Neila Tringhama, „B.A.T. to imponujący utwór noir o przyszłości, osadzony w stylowym, brutalnym półświatku, o wyraźnie antykapitalistycznym wydźwięku”.